# كريل هندي
ايفوزي هندي أو كريل هندي (الاسم العلمي: Stylocheiron indicum) هو نوع من الحيوانات البحرية يتبع جنس ايفوزي قلمي اليد من فصيلة الايفوزية.